# Huntington Township (Brown County, Ohio)
Huntington Township ist eines von 16 Townships des Brown Countys im US-Bundesstaat Ohio. Nach der Volkszählung im Jahr 2000 waren hier 2968 Einwohner registriert.

## Geografie
Huntington Township liegt im äußersten Nordosten des Brown Countys im Südwesten von Ohio, wird im Süden und Südwesten durch den Ohio River begrenzt, der die natürliche Grenze zu Kentucky bildet, und grenzt im Uhrzeigersinn an die Townships: Byrd Township, Liberty Township im Adams County, Sprigg Township (Adams County) und Union Township.

## Verwaltung
Das Township wird durch ein Board of Trustees, bestehend aus drei gewählten Mitgliedern, verwaltet. Zwei Personen werden jeweils im Jahr nach der Präsidentschaftswahl gewählt und eine jeweils im Jahr davor. Die Amtszeit dauert in der Regel vier Jahre und beginnt jeweils am 1. Januar. Daneben gibt es noch einen Township Clerk (Schriftführer), der ebenfalls im Jahr vor der Präsidentschaftswahl auf eine vierjährige Amtszeit gewählt wird. Dessen Amtszeit beginnt jeweils am 1. April.